# Litol-rubina BK
La Litol-rubina BK (denominado también pigmento rubí) es un colorante azoderivado de color rojo (de tonalidad rubí) que es empleado frecuentemente en la industria. Cuando se utiliza en la industria alimentaria aparece bajo el código: E 180. Su empleo alimentario en EE. UU. está permitido como aditivo alimentario indirecto (indirect food additive) en contacto con alimentos con el nombre  D&C RED NO. 7 y en Europa se emplea sólo como colorante rojo de las cubiertas de algunos quesos.Este tipo de cubiertas no se consumen con el queso, solo su interior. Se utiliza, generalmente en forma de sal de calcio (en este caso se denomina: litol rubina BCA). Es empleado como tinte en la industria del plástico, así como en la elaboración de tintas de impresión.

## Propiedades
La litol rubina BK se suele presentar en forma de polvo de color rojo, con ligera tonalidad rubí. Es poco soluble en agua, aumentando ligeramente su solubilidad en agua caliente (90 °C). No posee solubilidad en etanol. Exhibe en el espectro de absorción un máximo 442 nm.

## Salud
Su uso autorizado es en el coloreado de las cortezas de algunos quesos.   La última evaluación de la seguridad en la Unión Europea es de 2010